# برند آلویس تسیمرمان
برند آلویس تسیمرمان (آلمانی: Bernd Alois Zimmermann؛ ۲۰ مارس ۱۹۱۸ – ۱۰ اوت ۱۹۷۰) یک آهنگساز و مدرس موسیقی اهل آلمان بود.
یکی از دلایل شهرت او، «اپرای سربازان» است که آن را پس از آثار آلبان برگ، یکی از مهم‌ترین اپراهای آلمانی قرن بیستم میلادی می‌دانند.